# 13층
《13층》은 1999년 요제프 루스나크 감독이 만든 SF 영화로 1960년대 SF 소설인 대니얼 갤로이의 《시뮬라크론 3》를 원작으로 하였다. 같은 시기의 영화 《매트릭스》처럼 가상현실을 다룬 영화지만 가상과 현실을 오가는 데에서 《13층》은 한걸음 더 나아간다. 영화는 주인공의 정체성을 통해서 우리가 지각하는 세계의 진실성에 대해 의문을 제기한다.

## 줄거리
이 영화의 처음 시작은 데카르트의 명제 “나는 생각한다 고로 존재한다”로 시작한다. 배경은 1999년 LA의 빌딩 사무실 13층으로 주인공 더글라스 홀은 컴퓨터 시뮬레이션 게임의 개발자이다. 주인공인 더글라스 홀은 기억을 잠시 잃고 일어난 날, 형사로부터 자신의 상사인 해넌 풀러의 살인 용의자로 의심받게 된다. 혼란스러운 그 앞에 자신도 모르던 해넌 풀러의 딸 제인 풀러가 나타나고 그녀는 아버지 회사를 상속받으려 한다.
사건의 전말을 알고자 더글라스 홀은 해넌 풀러가 자신에게 남기 메시지가 있을 것이라고 생각하고 자신이 만든 1937년의 가상현실 상의 인격체인 퍼거슨으로 의식을 전환하여 컴퓨터 시뮬레이션을 직접 경험한다. 해넌의 메시지를 얻지 못하고 다시 13층 사무실로 돌아온 더글라스홀에게 해넌 풀러 살인의 목격자인 술집 사장이 나타나 돈을 요구한다. 다시 한 번 가상현실로 들어간 더글라스 홀은 해넌 풀러의 편지를 중간에 호텔 웨이터인 애쉬톤이 가로챘다는 사실을 알게 된다.
애쉬톤은 해넌 풀러의 편지를 읽고 이 세계가 가짜임을 알게 되고 더글라스에게 왜 자신들을 만들어 냈냐며 화를 낸다. 애쉬톤과의 싸움 중에 13층으로 돌아온 더글라스는 제인이 해넌 풀러의 딸이 아님을 알게 되고 그녀를 찾아 나서다 그녀와 외모만 닮은 나타샤를 만나게 된다. 나타샤와 제인의 비밀을 알게 된 더글라스는 자신도 2024년의 데이비드의 캐릭터임을 알게 되지만 그녀와 사랑에 빠진다.
한편 가상 속 세계가 궁금했던 더글라스의 동료 휘트니는 1937년으로 들어갔다가 사고를 당하여 자신의 캐릭터인 애쉬톤의 의식이 13층의 휘트니 몸과 연결되어 버린다.호출을 받고 사무실로 온 더글라스의 몸에 데이비드의 의식이 연결되어 애쉬톤을 총으로 쏘아 죽이고 제인을 위협한다. 뒤늦게 도착한 맥베인 형사에 의해 데이비드가 총에 맞아 죽게 되고 더글라스의 의식은 2024년에서 깨어나게 된다.

## 출연진
- 크레이그 비에코(더글라스 홀& 퍼거슨& 데이비드 역)

영화에서 시스템이라고 불리는 가상세계를 만들어낸 인물이다. 1999년 더글라스 홀과 1937년의 퍼거슨, 2024년의 데이비드 역을 맡는다. 1999년이라는 세계의 비밀을 밝히는 핵심적인 인물이다.
- 그레첸 몰(제인풀러 & 나타샤 몰리나로 역)

1999년 시스템을 만들어낸 데이비드의 아내이자 시스템에 접속하여 1999년의 시스템을 폐기시키려는 인물이다. 더글라스 홀에게 가상세계에 대한 진실을 밝히고 더글라스와 사랑에 빠진다.
- 빈센트 도노프리오(휘트니 & 애쉬톤 역)

더글라스의 동료이자 시스템을 다룰 수 있는 또 다른 인물로서 1937년 애쉬톤의 의식이 1999년의 휘트니와 연결되어 시스템의 문제점을 드러내는 역할을 한다.
- 아민 뮬러 스탈(해넌풀러 & 그리슨 역)

더글라스 홀과 시스템을 같이 개발한 인물로서 시스템의 배경이 1937년으로 만들어진 이유를 제공한다.
- 데니스 헤이스버트(레리맥베인 형사 역)

해넌풀러의 살인사건과 연루된 더글라스 홀이 가상세계에 접속하도록 하는 계기와 전반적인 영화 속 사건의 흐름을 제공하는 인물이다.

## 한국어 더빙 성우진 (MBC, 2003년 11월 8일)
- 박일 - 더글라스 (크레이그 비에코)
- 박영희 - 제인/나타샤 (그레첸 몰)
- 김강산 - 맥베인 반장 (데니스 헤이스버트)
- 손원일 - 위트니/에쉬튼 (빈센트 도노프리오)
- 김태훈 - 해넌 (아민 뮬러 스탈)
- 김용준
- 고성일
- 이상훈
- 이자옥
- 최한
- 문남숙
- 박신희
- 방성준
- 정재헌
- 조현정

## 연출

### 시각 효과
다른 SF 영화들과 비교되게 디지털 이펙트는 주인공들이 각자의 캐릭터로 의식이 전환될 때만 적은 비중으로 나타난다. 전반적으로 의상과 건물 등 배경에 초점을 두어 아날로그적인 시각효과를 보여준다. 하지만 세상의 끝과 2024년의 미래도시는 컴퓨터 그래픽 효과로 표현되었다. 그 밖에 살펴볼 시각효과로 1937년의 배경은 1999년, 2024년과 비교되게 채도가 낮다.

### 음악 및 음향효과
영화의 전체적인 긴장감을 조성하는 교향곡과 1937년의 스윙 트랙이 두드러진다. 특별한 음향효과로는 시스템의 전자 인격체와 의식이 연결될 때마다 기계 접속음이 삽입된다. 영화에 삽입된 음악은 다음과 같다.
- 《Easy come, easy go》
- 《The future of the future》
- 《St. Louis blues》
- 《Bugle call rag》
- 《Caravan》
- 《Erase/Rewind》

## 영화 속 숨은 의미들
- 13층

영화 제목이자 시스템이 설치된 장소. 서양에서 13은 예수의 최후의 만찬 때 참석한 인원을 의미하여 사람들의 공포를 불러일으키는 숫자이다.
- 진실

풀러가 더글라스 홀에게 알려주려 했던 것으로 그들의 세계도 자신들이 만들어낸 시스템처럼 가상의 것임을 의미한다.
- 당신이 낯에 익어요

1999년의 더글라스 홀이 제인 퓰러에게, 1937년의 해넌 퓰러가 더글라스 홀에게 했던 대사. 시스템 내의 가상체와 현실의 인간이 연결점이 있음을 보여주며 영화의 복선으로도 작용한다.
- 1937년

시스템의 시간적 배경. 해넌 풀러와 원작 시뮬라크론-3의 저자 다니엘 F. 가루브가 젊었을 시절이다.
- 전자 인격체

시스템 내에 존재하는 인격체를 이르는 단어이다.
- 세상의 끝

시스템의 경계로, 영화 속 인물들에게 시스템 내의 세계와 현실을 구별해내는 척도로 작용한다.

## 영화 13층의 철학적 함의

### 의식과 존재
우선 이 영화는 '존재란 무엇인가'라는 의문을 던진다. 이에 대한 답을 찾아가는 이정표로서 영화는 관객에게 르네 데카르트의 유명한 명제인 "나는 생각한다. 고로 나는 존재한다."를 제시한다. 이 의문에 대한 두가지 해석이 가능하다. 하나는 과학의 발달로 인해 의식과 존재의 상관관계가 부정될 수 있다는 것이고, 다른 하나는 의식을 갖은 전자인격체의 존재를 긍정하는 것이다.

### 가상세계와

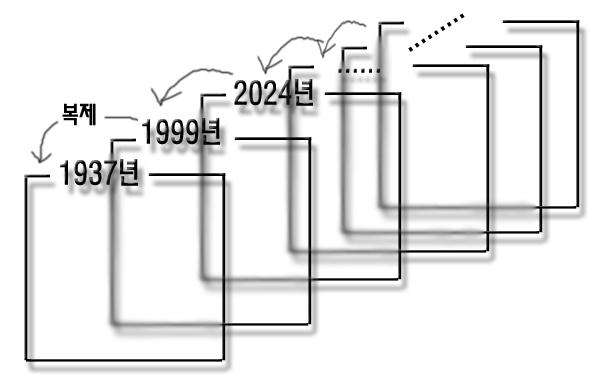
영화에서 나타나는 시뮬라시옹 현상

영화 속에서 등장인물들은 가상세계 속 가상세계 때문에 현실이 어디인지 알지 못하는 혼돈에 빠지게 된다. 이 영화는 주인공 더글라스가 영화 속에서 현실이라고 제시된 2024년에서 깨어남으로써 막을 내린다. 하지만 이를 본 관객들은 2024년 또한 가상현실일 수 있다는 의견을 제시하고 있고 더 나아가 영화 속에서도 그 곳이 현실이라는 정보가 드러나지 않는다.

이렇게 존재하지 않지만 존재하는 것처럼 인식되는 가상세계의 특성과 현실을 구분할 수 없는 상황은 한 이론과 관련이 있다. 장 보드리야르가 말한 시뮬라시옹 이론이다. 구체적인 설명으로 시뮬라시옹이란 원본을 복제하고 그 복제품을 복제하는 이러한 과정이 계속 일어나면서 결국은 무엇이 원본인지 알 수 없는 상황을 말한다.

이와 비슷한 양상을 영화 매트릭스와 인셉션 등에도 표현하고 있다.

### 가상세계 속 윤리성
가상세계에 접속해 부도덕한 행동을 서슴지 않고 행하는 인물들도 있다. 해넌풀러는 1937년의 그리슨이 되면 젊은 여자들과 무분별한 성관계를 맺고, 데이비드는 여러 가상세계에서 양심의 가책없이 살인을 저지른다. 이는 인물들이 '현실'이 아닌 '가상'세계에서는 윤리적 책임의 의무를 지지 않는 모습을 보여주고, '가상'세계에서 저지른 일들이 윤리적인 비난을 받아야 하는지 받지 않아도 되는지의 의문을 남긴다.

## 과학적 실현 가능성

### 가상현실
- 가상 현실

가상현실이란 컴퓨터나 기타 기기를 통하여 인공적인 가상세계를 구현하여 사용자가 느끼기에 실제와 같은 또는 보통 일반인이 얻기 힘든 경험을 제공하는 것이다. 다양한 상호작용 기술을 통하여 사용자로 하여금 가상환경과 자연스럽게 교류가 가능하게 한다.
- 가상 현실의 발전
  - 1956년 : 모턴 헤일릭이 센소라마라고 불리는 최초의 가상현실 기계를 발명했다. 이 기계는 풀컬러 3D 비디오, 오디오, 진동, 바람과 냄새와 결합되어 있었다.
  - 1960년 : 모턴 헤일릭이 최초의 헤드 마운티드 디스플레이의 특허를 얻었다. 이것은 3D 슬라이드를 보여주고, 스테레오를 들려주는 역할을 했으며, 냄새를 만들어냈다.
  - 1961년 : 꼬르므와 바이엔은 헤드사이트라고 불리는 최초의 헬멧을 만들어냈다. 이 헬멧에는 CRT 영상이 첨부되어 있었고, 트래킹 마그네틱 시스템이 사용되었다. 이 장치는 군사 프로그램에 응용될 것으로 생각되었다.
  - 1965년 : 이반 서덜랜드는 얼티메이트 디스플레이를 만들었다. 이것은 3D 이미지를 보여주기 위해서 두개의 CRT 영상과 메카니컬 헤드 트래킹 시스템으로 만들어졌다.
  - 1966년 : 톰 펄스가 최초의 비행 시뮬레이션을 제작하였다.
  - 1968년 : 이반 서덜랜드가 밥 스프로우의 도움을 받아서, 다모클래스 스워드라고 불리는 가상현실과 증강현실을 보여줄 수 있는 시스템을 만들었다.
  - 1977년 : MIT에서 도시의 사진을 사용하여 사용자가 콜로라도에 있는 아스펜의 도시 내부를 다닐 수 있는 아스펜 영화지도를 만들었다.
  - 1980년 : 스테레오그래픽사에서 스테레오 비전 안경을 만들었다.
  - 1982년 : 스콧 피셔의 헬멧이 나사에서 3D로 보고 듣는 데에 사용되었다. 3D에서의 오디오는 바이노럴 시스템으로 이루어지는데 헤드폰이 사용이 필수적이다.
  - 1986년 : 자론 라니어가 가상현실이라는 단어를 만들어 냈다.
  - 1987년 : 영국회사인 디멘션 인터네셔널 사가 PC에서 3D세상을 만들어내는 소프트웨어를 개발했다.
  - 1988년 : 스콧 포스터는 머리의 위치에 따라서 3D 바이노럴 사운드를 생성하는 장치를 발명했다.
  - 1989년 : 아타리가 시장에서 처음으로 3D 기술을 사용하여 비디오 게임 시스템을 시작했다. 오토데스크는 PC에 가상 부동산의 첫 번째 시스템을 제시한다.
  - 1991년 : 안토니오 메디나는 전송된 신호 사이의 상당한 지연에도 불구하고, 실시간으로 지구에서 화성의 로봇을 운전하는 가상 현실 시스템을 디자인했다.
  - 1995년 : 닌텐도가 가상 보이라는 콘솔을 제시했다.
  - 현재 가상현실 기술 또는 가상현실 연구분야는 성숙기 초기단계에 들어가고 있다고 보여진다. 80년 말이나 90년 초에 여러 가지 디스플레이, 센서, 소프트웨어 등의 기술이 발전하고 통합되어 가상현실의 대중적인 미디어기술로서의 가능성을 보여주게 되었다. 그래서 90년대 초부터 중반까지는 대개 여러 가지 기반 시스템 구현과 애플리케이션이 만들어졌다. 하지만 기술 발전이 아직 흥미유발 수준에 머물고 있다.
  - 현재 PC 기반 콘텐츠 기술을 이용하여 아래와 같은 기술이 상용화 되고 있다.
의료 분야 : 가상 해부학 실습, 모의수술, 재활, 심리치료
국방 분야 : 항공 시뮬레이션, 항해 시뮬레이션
엔터테인먼트 분야 : PC 게임, 아케이드 게임
제조 분야 : 공장 설계, 가상 프로토타이핑, 어셈블리 평가
로봇 분야 : 로봇 원격 조작, 로봇 프로그래밍
정보 가시화 : 기상 데이터 가시화, 분자 구조 가시화

### 전자 인격체
- 전자 인격체

시스템 상에 존재하는 인격체를 지칭하는 전자 인격체는 인간과 흡사한 지성을 갖도록 만들어진 것으로 인공지능의 일종이다. 영화에서 보여지는 전자 인격체는 시스템 내에서 인간과 흡사한 삶을 살고 있다는 것으로부터 신경망 구축을 통한 인공지능으로 보인다. 현재로서 인공지능의 알고리즘은 그 한계점이 명확하며 순수 인공지능보다는 인공지능과 관련된 하위 영역에 대한 연구가 더 활발히 이루어지고 있다.
- 전자 인격체 프로그램의 발전
  - 1956년 허버트 사이먼과 앨런 뉴웰이 최초의 인공지능 프로그램을 개발했다.
  - 1966년 조셉 바이젠바움이 LISP 언어를 사용해 만들어진 고전적 프로그램인 엘리자를 개발했다. 엘리자는 MIT에서 만든 논리 언어 연산 실험 프로그램이며 정확하고 보편적인 규칙에 따라 사용자와 대화할 수 있다. 표면적으로는 지능을 가지고 있는 것과 같이 보이나 실제로 간단한 패턴 매칭 프로그램에 지나지 않는다.
  - 1974년 제임스 라이트힐의 비판과 보다 생산적인 프로젝트를 진행하고자 한 미국 의회로 인해, 미국과 영국의 인공지능 연구가 중단되어 인공지능 연구에 첫 번째 겨울이 찾아온다.
  - 1987년 전문가 시스템을 통해 상업적 성공을 맛보았던 인공지능 연구가 LISP 기계 시장의 붕괴로 두 번째 겨울을 맞는다.
  - 1997년 IBM의 딥 블루는 체스 세계 챔피언과의 체스 경기에서 승리한다.
  - 2003년 세컨드 라이프는 미국 IT 기업 린든 랩이 개설한 3차원 온라인 가상 현실 사이트이다. 사용자는 아바타를 통해 가상 현실에 접속할 수 있으며 사용자가 접속하고 있지 않을 때에도 가상 현실 공간은 독자적으로 진행된다.
  - 2005년 파사드는 마이클 마티아스와 앤드류 스턴이 공동작업한 인공지능 기반의 인터랙티브 드라마이다. 비디오 게임과 연극의 요소를 모두 갖춘 작품으로 배우들의 목소리 연기, 세심하게 연출된 3D 그래픽, 자연어 처리, 뛰어난 인공지능 등을 통해서 인터랙티브 픽션을 체험할 수 있다. 사용자는 캐릭터와 대화하면서 자신이 원하는 주제를 선택할 수 있고 사용자의 선택에 따라 극의 플롯이 바뀐다.
  - 2011년 IBM의 왓슨. 질문-답변 시스템으로 자연어 형태로 제시되는 질문에 질문과 관련된 다양한 정보, 데이터 및 문서를 검색하여 가장 이상적인 답변을 도출한다. 퀴즈쇼 제오파디!에서 사람들을 제치고 우승했다.
  - 2012년 애플사가 자사의 휴대폰에 인공지능 프로그램 시리를 탑재하다.

## 참고 문헌
- 장 보드리야르, 『시뮬라시옹』, 하태환 역, 민음사, 1993, ISBN 978-89-374-1605-7[쪽 번호 필요]
- 김정현,“가상현실의 최근 동향”, 한국정보과학회 SIG-GRAPHICS, 2001[쪽 번호 필요]
- 전병화,“가상현실 기술발전방향”,한국정보통신기술협회 TTA저널 133호, 2011[쪽 번호 필요]

## 같이 보기
- 매트릭스
- 인셉션
- 소스코드
- 월드 온 와이어스
- 오픈 유어 아이즈
- 다크시티